# Episodi di Sam & Sally (seconda stagione)
La seconda stagione della serie televisiva Sam & Sally (Sam et Sally) è andata in onda in Francia dal 16 maggio al 27 giugno 1980 su Antenne 2.
In Italia questa stagione è stata trasmessa da Rai 1 dal 12 agosto fino al 16 settembre 1981. Nella prima trasmissione italiana, non è stato seguito l'ordine cronologico originale.
| nº | Titolo originale    | Titolo italiano      | Prima TV Francia | Prima TV Italia   |
| -- | ------------------- | -------------------- | ---------------- | ----------------- |
| 1  | Monsieur Hérédia    | Il signor Heredia    | 16 maggio 1980   | 12 agosto 1981    |
| 2  | La malle            | Consegna a domicilio | 23 maggio 1980   | 9 settembre 1981  |
| 3  | Les collectionneurs | I collezionisti      | 6 giugno 1980    | 16 settembre 1981 |
| 4  | La peau du lion     | La pelle del leone   | 13 giugno 1980   | 19 agosto 1981    |
| 5  | Le diamant          | Il diamante          | 20 giugno 1980   | 2 settembre 1981  |
| 6  | Dans l'avion        | L'aereo              | 27 giugno 1980   | 26 agosto 1981    |